# Presepe del Banco di Napoli
Il presepe del Banco di Napoli è un presepe napoletano custodito all'interno della cappella Palatina nel Palazzo Reale di Napoli: è di proprietà del Banco di Napoli.

## Storia e descrizione
Considerato uno dei migliori esempi di arte presepiale napoletana, il presepe del Banco di Napoli è stato realizzato utilizzando pezzi di varie collezioni, precisamente duecentodieci tra pastori e animali e centoquarantaquattro tra gli accessori, risalenti a un periodo compreso tra il XVIII e il XIX secolo e prodotti da diversi scultori operanti a Napoli come Giuseppe Sanmartino, Angelo e Francesco Viva, Salvatore Di Franco, Francesco e Camillo Celebrano, Lorenzo Mosca, Matteo Bottigliero, Francesco Coppiello e Giuseppe Gori, che nel corso degli anni erano stati raccolti dal Banco di Napoli.
Lo scenario, in cartapesta, è quello della Napoli del Settecento: sullo sfondo un paesaggio rupestre dove si scorge la sagoma del Vesuvio. Al centro la scena della Natività che rispetta la tradizione di essere posta tra i ruderi di un tempio romano, a simboleggiare la vittoria del cristianesimo sul paganesimo: in alto la raffigurazione della Gloria con angeli, cherubini e putti; dinanzi alla sacra famiglia uno zampognaro e i re Magi. Nel lato sinistro è posta la corte dei Magi: si tratta di figure con abiti orientaleggianti, caratterizzati dalla presenza di strumenti musicali e animali esotici, come un cammello e un elefante, a testimonianza di come Napoli, durante il Settecento, fosse una città cosmopolita; caratteristica la scena della fontana. A destra della Natività invece uomini e animali a raffigurare l'Annuncio ai pastori; sull'estrema destra è la riproduzione della taverna, con cibo sulla tavola e salumi appesi all'ingresso: intorno ad essa personaggi della quotidianità come quelli degli sciacquanti, musicisti di violino e mandolino, giocatori di carte, storpi, mendicanti, e venditori di frutta, formaggi e ortaggi, oltre a varie botteghe come quella del maniscalco, del forno, del bottaio e uno scrivano pubblico.

## Personaggi
Le statuine presenti nel presepe sono quasi tutte realizzate con corpo in stoppa intorno a un'anima di fil di ferro, arti in legno e testa in terracotta, con occhi in vetro: le figure di ispirazione evangelica, come quelle della Natività, hanno un aspetto che tende a raffigurare una bellezza idealizzata, mentre il resto del popolo ha un aspetto realista. Tra le varie figure presenti:
- Un Angelo con incensiere, di Genzano, con tunica bianca, camicia marrone e tra le mani turibolo di argento cesellato[4].
- Una coppia di Angeli realizzata da Francesco Viva nel 1764[5] e un'altra sempre da Genzano, tutti con ali di legno e tuniche di vario colore[6].
- Il Re vecchio, ossia Baldassarre, di Francesco Viva del 1797[2], vestito con cappotto in laminato d'argento, panciotto laminato in oro e pantaloni in seta verde, oltre un mantello in armesino verde ricamato in oro e in mano porta un turbante sul quale è poggiata una corona: al collo ha una spada in metallo con una fodera in cuoio[7].
- Il Re giovane, ossia Gaspare, realizzato da Salvatore Di Franco, è vestito con un abito in raso rosso e azzurro rifinito con fili d'oro e reca in mano un bruciaprofumi in argento, lavorato a mano[8].
- Il Paggetto orientale, di Giuseppe Gori, è vestito di raso azzurro con ricami in oro: la figura si completa con un turbante, uno spadino e un vassoio in argento[9].
- Un Arabo su cammello, di Lorenzo Mosca, con tabarro bianco con cappuccio, giubba in seta e pantaloni a quadretti, e tra le mani una cassa contenente monili e tessuti[10].
- Un Circasso, di Salvatore Di Franco, abbigliato con giubba in seta rossa, braghe in tela a righe e in mano secchi in argento cesellato[11].
- La Donna in costume calabrese, di Camillo Celebrano, si presenta in abito tipico della tradizione cosentina, in seta, con grembiule azzurro ricamato in seta, e al collo una collana di corallo e un orecchino d'oro con tre perle e due granatine[3].
- La Maternità è di Francesco Cappiello: la donna, in costume calabrese tipico di Nicastro, ha una camicia bianca in batista, corpetto azzurro e sui capelli fazzoletto di batista, collana di turchesi, e reca tra le braccia un neonato in fasce con testa in terracotta policroma[12].
- La Ragazza ricca in costume calabrese Acquaformosa, di Giuseppe Sanmartino, è vestita con camicia in batista bianca con due bottoni d'argento, corpetto in seta rossa, gonna in seta azzurra, grembiule in velluto blu e sui capelli fazzoletto di batista con un altro di seta in forma quadrata, mentre al collo ha una collanina di corallo e nella mano sinistra stringe un grappolo d'uva e un melograno[13].
- La Sciacquante donna è stata realizzata da Giuseppe Sanmartino, il quale si è probabilmente ispirato a una persona reale: la donna presenta un abito in velluto rosso e oro con gonna in seta verde e grembiule in seta rosa una collana in corallo e un orecchino in corallo e oro[14].
- Lo Sciacquante uomo, di Giuseppe Gori, certamente un ritratto di persona realmente esistita, veste con un cappotto in seta verde con bottoni in oro, panciotto in seta e giubba e pantaloni in seta rossa, e tra gli oggetti ha un coltello con manico in legno[15].
- La Coppia villano nobile e donna sul mulo, realizzati da Camillo Celebrano, è caratteristica per la loro espressione serena, a dimostrazione del benessere economico di cui godono: l'uomo è vestito con una giubba con bottoni d'argento, mentre la donna, seduta su di un mulo, reca sul capo un fazzoletto di batista bianco, e abbigliata con un corpetto in seta e gonna in seta azzurra[16].
- L'Arrotino, realizzato da Salvatore Di Franco, con panciotto in tela azzurra giacca e pantaloni in stoffa marrone, mentre il banco dell'arrotino è in legno sul quale poggiano tre coletti con manico in legno[17].
- La Samaritana, realizzata da Genzano, rientra in quei personaggi del presepe di razza orientale a seguito del corteo dei Magi: è vestita con abito in seta con ricami in oro, cinto da un laccio in argento, e porta una collana d'argento dorato e due orecchini in oro e corallo[18].
- La Castagnara, di Lorenzo Mosca, ha una camicia in tela bordata di trine, gonna in seta azzurra, grembiule in tela con ricami in seta e fazzoletto in tela sui capelli: ha un orecchino in oro con pietra e perla, collana di granatine e, in mano, un coperchio per caldarroste[19].
- Il Pescivendolo, di Francesco Coppiello, con camicia in tela e panciotto e braghe in tela azzurra, ha tra le mani una cesta con pesci e a tracolla una rete da pesca[20].
- Il pastore dormiente, chiamato anche Rustico, simbolo del presepe napoletano, che sta a indicare il risveglio a una nuova vita, è stato realizzato nel settembre 1806 da Angelo Viva e si distingue dagli altri in quanto interamente in terracotta policroma[21].